# Dillon County
Dillon County ist ein County im Bundesstaat South Carolina der Vereinigten Staaten. Das U.S. Census Bureau hat bei der Volkszählung 2020 eine Einwohnerzahl von 28.292 ermittelt. Der Verwaltungssitz (County Seat) ist Dillon.

## Geographie
Das County liegt im Nordosten von South Carolina, grenzt an North Carolina und hat eine Fläche von 1053 Quadratkilometern, wovon 4 Quadratkilometer Wasserfläche sind. Es grenzt im Uhrzeigersinn an folgende Countys: Robeson County und Columbus County in North Carolina, Horry County, Marion County, Florence County und Marlboro County.

## Geschichte
Das County wurde am 15. Februar 1910 gebildet. Der Name geht auf den Händler J. W. Dillon zurück, dank dessen Einsatz eine Bahnstation gebaut wurde, um die herum die Ortschaft Dillon entstand.
18 Bauwerke und Stätten des Countys sind im National Register of Historic Places (NRHP) eingetragen (Stand 27. Juli 2018).

## Demografische Daten
Nach der Volkszählung im Jahr 2000 lebten im Dillon County 30.722 Menschen in 11.199 Haushalten und 8.063 Familien. Die Bevölkerungsdichte betrug 29 Einwohner pro Quadratkilometer. Ethnisch betrachtet setzte sich die Bevölkerung zusammen aus 50,39 Prozent Weißen, 45,35 Prozent Afroamerikanern, 2,21 Prozent amerikanischen Ureinwohnern, 0,34 Prozent Asiaten, 0,03 Prozent Bewohnern aus dem pazifischen Inselraum und 0,99 Prozent aus anderen ethnischen Gruppen; 0,70 Prozent stammten von zwei oder mehr Ethnien ab. 1,75 Prozent der Bevölkerung waren spanischer oder lateinamerikanischer Abstammung.
Von den 11.199 Haushalten hatten 34,6 Prozent Kinder unter 18 Jahre, die bei ihnen lebten. 44,8 Prozent waren verheiratete, zusammenlebende Paare, 22,3 Prozent waren allein erziehende Mütter, 28,0 Prozent waren keine Familien, 25,1 Prozent waren Singlehaushalte und in 9,9 Prozent lebten Menschen mit 65 Jahren oder darüber. Die Durchschnittshaushaltsgröße betrug 2,71 und die durchschnittliche Familiengröße betrug 3,24 Personen.
29,1 Prozent der Bevölkerung war unter 18 Jahre alt. 9,5 Prozent zwischen 18 und 24, 27,5 Prozent zwischen 25 und 44, 22,4 Prozent zwischen 45 und 64 und 11,5 Prozent waren 65 Jahre alt oder älter. Das Durchschnittsalter betrug 34 Jahre. Auf 100 weibliche Personen kamen 87,4 männliche Personen und auf 100 Frauen im Alter von 18 Jahren und darüber kamen 81,6 Männer.
Das jährliche Durchschnittseinkommen eines Haushalts betrug 26.630 USD, das Durchschnittseinkommen einer Familie betrug 32.690 USD. Männer hatten ein Durchschnittseinkommen von 26.908 USD, Frauen 18.007 USD. Das Prokopfeinkommen betrug 13.272 USD. 19,4 Prozent der Familien und 24,2 Prozent der Bevölkerung lebten unterhalb der Armutsgrenze.

## Orte im Dillon County
Im Dillon County liegen drei Gemeinden, davon eine City und zwei Towns.
| City - Dillon | Towns - Lake View - Latta |

Census-designated places (CDP)
| - Floydale - Hamer | - Little Rock - Newtown |

Unincorporated Communities
| - Fork - Kemper | - Minturn - Oak Grove |